# Soueye
Soueye (ou Zouey) est une localité du Cameroun située dans le département du Mayo-Kani et la Région de l'Extrême-Nord, à proximité de la frontière avec le Tchad. Elle fait partie de l'arrondissement de Taibong (commune de Dziguilao).

## Population
En 1969 la localité comptait 1 140 habitants, des Toupouri.
Lors du recensement de 2005, 3 531 personnes y ont été dénombrées.

## Infrastructures
Soueye est doté d'un collège public général (CES).